# 2014-es gatineau-i műugró-Grand Prix-verseny
A Nemzetközi Úszószövetség (FINA) 2014-ben a 20. alkalommal rendezte meg május 1. és május 4. között a műugró-Grand Prix-versenysorozatot, melynek harmadik állomása a kanadai Gatineau volt, egy időben a Kanadai Úszószövetség által szervezett Kanada Kupával.

## Eredmények

### Éremtáblázat
| #        | nemzet    | arany | ezüst | bronz | összesen |
| 1        | Kína      | 6     | 4     | 0     | 10       |
| 2        | Kanada    | 1     | 3     | 1     | 5        |
| 3        | Mexikó    | 1     | 1     | 1     | 3        |
| 4        | Dél-Korea | 0     | 0     | 2     | 2        |
| 4        | USA       | 0     | 0     | 2     | 2        |
| 6        | Brazília  | 0     | 0     | 1     | 1        |
| 6        | Hollandia | 0     | 0     | 1     | 1        |
| összesen | összesen  | 8     | 8     | 8     | 24       |

### Éremszerzők
| versenyszám   | arany                                            | ezüst                              | bronz                             |
| férfiak       |                                                  |                                    |                                   |
| 3 m           | Peng Csien-feng                                  | Li Si-hszin                        | Julián Sánchez Gallegos           |
| 3 m szinkron  | Julián Sánchez Gallegos / Carlos Moreno Arellano | Szun Cse-ji / Li Si-hszin          | Voo Haram / Kim Jongnam           |
| 10 m          | Huo Liang                                        | Csang Jen-csüan                    | Steele Johnson                    |
| 10 m szinkron | Csang Jen-csüan / Huo Liang                      | Jonathan Ruvalcaba / Diego Balleza | Voo Haram / Kim Jongnam           |
| nők           |                                                  |                                    |                                   |
| 3 m           | Vej Jing                                         | Jennifer Abel                      | Uschi Freitag                     |
| 3 m szinkron  | Pamela Ware / Jennifer Abel                      | Vu Csun-ting / Cseng Csü-lin       | Maren Taylor / Deidre Freeman     |
| 10 m          | Zsen Csien                                       | Roseline Filion                    | Meaghan Benfeito                  |
| 10 m szinkron | Zsen Csien / Csi Si-jü                           | Meaghan Benfeito / Roseline Filion | Giovana Almeida / Ingrid Oliveira |

## A versenyen részt vevő nemzetek
A Grand Prix-n 18 nemzet 99 sportolója vett részt, az alábbi megbontásban:
| Részt vevő nemzetek férfi / nő megbontásban | Részt vevő nemzetek férfi / nő megbontásban | Részt vevő nemzetek férfi / nő megbontásban | Részt vevő nemzetek férfi / nő megbontásban | Részt vevő nemzetek férfi / nő megbontásban | Részt vevő nemzetek férfi / nő megbontásban | Részt vevő nemzetek férfi / nő megbontásban | Részt vevő nemzetek férfi / nő megbontásban | Részt vevő nemzetek férfi / nő megbontásban |
| ------------------------------------------- | ------------------------------------------- | ------------------------------------------- | ------------------------------------------- | ------------------------------------------- | ------------------------------------------- | ------------------------------------------- | ------------------------------------------- | ------------------------------------------- |
| nemzet                                      | F                                           | N                                           | nemzet                                      | F                                           | N                                           | nemzet                                      | F                                           | N                                           |
| Brazília                                    | 4                                           | 5                                           | Japán                                       | 0                                           | 3                                           | Németország                                 | 4                                           | 3                                           |
| Dél-Korea                                   | 4                                           | 3                                           | Kanada                                      | 8                                           | 9                                           | Oroszország                                 | 4                                           | 3                                           |
| Egyesült Királyság                          | 2                                           | 3                                           | Kína                                        | 5                                           | 6                                           | Peru                                        | 1                                           | 0                                           |
| Franciaország                               | 2                                           | 2                                           | Kuba                                        | 2                                           | 0                                           | Puerto Rico                                 | 0                                           | 1                                           |
| Grúzia                                      | 1                                           | 0                                           | Lengyelország                               | 2                                           | 0                                           | Új-Zéland                                   | 1                                           | 0                                           |
| Hollandia                                   | 0                                           | 3                                           | Mexikó                                      | 4                                           | 3                                           | USA                                         | 6                                           | 5                                           |

F = férfi, N = nő

## Versenyszámok

### Férfiak

#### 3 méteres műugrás
| #  | Ország             | Név                     | Selejtező | Selejtező | Középdöntő | Középdöntő | Középdöntő | Középdöntő | Döntő   | Döntő  |
| #  | Ország             | Név                     | Selejtező | Selejtező | A          | A          | B          | B          | Döntő   | Döntő  |
| #  | Ország             | Név                     | Rangsor   | Pontok    | Rangsor    | Pontok     | Rangsor    | Pontok     | Rangsor | Pontok |
| -- | ------------------ | ----------------------- | --------- | --------- | ---------- | ---------- | ---------- | ---------- | ------- | ------ |
|    | Kína               | Peng Csien-feng         | 8         | 377,25    | 1          | 421,95     |            |            | 1       | 510,85 |
|    | Kína               | Li Si-hszin             | 1         | 433,25    |            |            | 1          | 498,35     | 2       | 486,15 |
|    | Mexikó             | Julián Sánchez Gallegos | 3         | 398,95    |            |            | 2          | 486,15     | 3       | 471,85 |
| 4  | Egyesült Királyság | James Denny             | 2         | 417,55    | 3          | 376,40     |            |            | 4       | 428,35 |
| 5  | Kanada             | François Imbeau-Dulac   | 5         | 389,10    |            |            | 3          | 421,75     | 5       | 404,80 |
| 6  | Egyesült Királyság | Oliver James Dingley    | 4         | 396,85    | 2          | 398,55     |            |            | 6       | 336,25 |
|    |                    |                         |           |           |            |            |            |            |         |        |
| 7  | Kanada             | Riley McCormick         | 7         | 378,00    |            |            | 4          | 398,55     |         |        |
| 8  | Lengyelország      | Andrzej Rzeszutek       | 11        | 361,35    |            |            | 5          | 395,15     |         |        |
| 9  | Dél-Korea          | Pak Dzsiho              | 9         | 369,25    |            |            | 6          | 374,65     |         |        |
| 10 | USA                | Dashiell Enos           | 6         | 378,85    | 4          | 373,80     |            |            |         |        |
| 11 | Brazília           | Ian Matos               | 12        | 358,30    | 5          | 373,60     |            |            |         |        |
| 12 | Lengyelország      | Kacper Lesiak           | 10        | 361,60    | 6          | 307,55     |            |            |         |        |
|    |                    |                         |           |           |            |            |            |            |         |        |
| 13 | Kanada             | Marc Sabourin-Germain   | 13        | 364,60    |            |            |            |            |         |        |
| 14 | Grúzia             | Chola Chanturia         | 14        | 352,55    |            |            |            |            |         |        |
| 15 | Kanada             | Tyler Henschel          | 15        | 351,25    |            |            |            |            |         |        |
| 16 | Dél-Korea          | Kim Dzinjong            | 16        | 331,65    |            |            |            |            |         |        |
| 17 | Oroszország        | Ilja Molcsanov          | 17        | 324,70    |            |            |            |            |         |        |
| 18 | Németország        | Philipp Becker          | 18        | 319,25    |            |            |            |            |         |        |
| 19 | Németország        | Maxim Jerjomin          | 19        | 317,95    |            |            |            |            |         |        |
| 20 | Oroszország        | Andrej Bogdanov         | 20        | 315,00    |            |            |            |            |         |        |
| 21 | Brazília           | Luiz Felipe Outerelo    | 21        | 312,50    |            |            |            |            |         |        |
| 22 | USA                | Sam Dorman              | 22        | 311,95    |            |            |            |            |         |        |
| 23 | Mexikó             | Carlos Moreno Arellano  | 23        | 307,20    |            |            |            |            |         |        |
| 24 | Peru               | Daniel Pinto            | 24        | 184,65    |            |            |            |            |         |        |

#### 3 méteres szinkronugrás
| # | Ország    | Név                                              | Pontok |
| - | --------- | ------------------------------------------------ | ------ |
|   | Mexikó    | Julián Sánchez Gallegos / Carlos Moreno Arellano | 378,63 |
|   | Kína      | Szun Cse-ji / Li Si-hszin                        | 377,70 |
|   | Dél-Korea | Voo Haram / Kim Jongnam                          | 365,31 |

#### 10 méteres toronyugrás
| #  | Ország             | Név                | Selejtező | Selejtező | Középdöntő | Középdöntő | Középdöntő | Középdöntő | Döntő   | Döntő  |
| #  | Ország             | Név                | Selejtező | Selejtező | A          | A          | B          | B          | Döntő   | Döntő  |
| #  | Ország             | Név                | Rangsor   | Pontok    | Rangsor    | Pontok     | Rangsor    | Pontok     | Rangsor | Pontok |
| -- | ------------------ | ------------------ | --------- | --------- | ---------- | ---------- | ---------- | ---------- | ------- | ------ |
|    | Kína               | Huo Liang          | 3         | 440,35    |            |            | 1          | 487,50     | 1       | 534,35 |
|    | Kína               | Csang Jen-csüan    | 1         | 494,85    |            |            | 2          | 467,50     | 2       | 491,95 |
|    | USA                | Steele Johnson     | 2         | 450,00    | 1          | 405,70     |            |            | 3       | 474,70 |
| 4  | Franciaország      | Benjamin Auffret   | 6         | 394,75    | 2          | 403,40     |            |            | 4       | 434,85 |
| 5  | Kanada             | Maxim Bouchard     | 5         | 411,50    |            |            | 3          | 419,85     | 5       | 414,85 |
| 6  | Új-Zéland          | Li Feng-jang       | 12        | 335,30    | 3          | 383,70     |            |            | 6       | 412,50 |
|    |                    |                    |           |           |            |            |            |            |         |        |
| 7  | Brazília           | Hugo Parisi        | 9         | 356,00    |            |            | 4          | 408,90     |         |        |
| 8  | Dél-Korea          | Pak Dzsiho         | 7         | 389,50    |            |            | 5          | 396,20     |         |        |
| 8  | Németország        | Dominik Stein      | 11        | 340,70    |            |            | 5          | 396,20     |         |        |
| 10 | Kanada             | Philippe Gagne     | 8         | 384,30    | 4          | 382,25     |            |            |         |        |
| 11 | Dél-Korea          | Voo Haram          | 10        | 349,35    | 5          | 379,10     |            |            |         |        |
| 12 | Mexikó             | Jonathan Ruvalcaba | 4         | 417,35    | 6          | 363,65     |            |            |         |        |
|    |                    |                    |           |           |            |            |            |            |         |        |
| 13 | Mexikó             | Diego Balleza      | 13        | 326,45    |            |            |            |            |         |        |
| 14 | Franciaország      | Aurélien Bonnaud   | 14        | 324,60    |            |            |            |            |         |        |
| 15 | Kanada             | Tyler Roberge      | 15        | 324,55    |            |            |            |            |         |        |
| 16 | Egyesült Királyság | James Denny        | 16        | 318,20    |            |            |            |            |         |        |
| 17 | Oroszország        | Igor Mjalin        | 17        | 318,05    |            |            |            |            |         |        |
| 18 | USA                | Toby Stanley       | 18        | 313,00    |            |            |            |            |         |        |
| 19 | Brazília           | Rui Marinho        | 19        | 309,25    |            |            |            |            |         |        |
| 20 | Kanada             | Vincent Riendeau   | 20        | 306,45    |            |            |            |            |         |        |
| 21 | Oroszország        | Jegor Galperin     | 21        | 226,50    |            |            |            |            |         |        |
| 22 | Németország        | Johannes Donay     | 22        | 221,40    |            |            |            |            |         |        |

#### 10 méteres szinkronugrás
| # | Ország      | Név                                                       | Pontok |
| - | ----------- | --------------------------------------------------------- | ------ |
|   | Kína        | Csang Jen-csüan / Huo Liang                               | 433,11 |
|   | Mexikó      | Jonathan Ruvalcaba / Diego Balleza                        | 385,38 |
|   | Dél-Korea   | Voo Haram / Kim Jongnam                                   | 378,42 |
| 4 | Kanada      | Maxim Bouchard / Philippe Gagne                           | 365,46 |
| 5 | Németország | Dominik Stein / Johannes Donay                            | 359,82 |
| 6 | Kuba        | Jenklen Ernesto Aguirre Manso / José Antonio Guerra Oliva | 351,12 |
| 7 | Brazília    | Rui Marinho / Hugo Parisi                                 | 327,33 |
| 8 | USA         | Christopher Law / Samuel Smith                            | 302,04 |

### Nők

#### 3 méteres műugrás
| #  | Ország             | Név                | Selejtező | Selejtező | Középdöntő | Középdöntő | Középdöntő | Középdöntő | Döntő   | Döntő  |
| #  | Ország             | Név                | Selejtező | Selejtező | A          | A          | B          | B          | Döntő   | Döntő  |
| #  | Ország             | Név                | Rangsor   | Pontok    | Rangsor    | Pontok     | Rangsor    | Pontok     | Rangsor | Pontok |
| -- | ------------------ | ------------------ | --------- | --------- | ---------- | ---------- | ---------- | ---------- | ------- | ------ |
|    | Kína               | Vej Jing           | 2         | 332,10    | 1          | 326,10     |            |            | 1       | 356,30 |
|    | Kanada             | Jennifer Abel      | 1         | 339,65    |            |            | 1          | 344,25     | 2       | 339,60 |
|    | Hollandia          | Uschi Freitag      | 5         | 295,70    |            |            | 3          | 306,50     | 3       | 332,15 |
| 4  | Kína               | Vu Csun-ting       | 3         | 324,85    |            |            | 2          | 327,80     | 4       | 318,75 |
| 5  | Kanada             | Pamela Ware        | 4         | 324,65    | 2          | 318,45     |            |            | 5       | 312,25 |
| 6  | Egyesült Királyság | Rebecca Gallantree | 6         | 283,80    | 3          | 274,20     |            |            | 6       | 310,65 |
|    |                    |                    |           |           |            |            |            |            |         |        |
| 7  | Egyesült Királyság | Katherine Torrance | 8         | 259,05    | 4          | 267,60     |            |            |         |        |
| 8  | Dél-Korea          | Kim Szudzsi        | 7         | 273,95    |            |            | 4          | 252,80     |         |        |
| 9  | Japán              | Mabucsi Juka       | 9         | 257,60    |            |            | 5          | 247,85     |         |        |
| 10 | Brazília           | Juliana Veloso     | 11        | 255,50    |            |            | 6          | 243,80     |         |        |
| 11 | Hollandia          | Celine van Duijn   | 12        | 250,00    | 5          | 243,15     |            |            |         |        |
| 12 | USA                | Emma Ivory-Ganja   | 10        | 256,80    | 6          | 232,15     |            |            |         |        |
|    |                    |                    |           |           |            |            |            |            |         |        |
| 13 | USA                | Maren Taylor       | 13        | 246,00    |            |            |            |            |         |        |
| 14 | Mexikó             | Paola Pineda       | 14        | 244,50    |            |            |            |            |         |        |
| 15 | Oroszország        | Nagyezsda Bazsina  | 15        | 232,50    |            |            |            |            |         |        |
| 16 | Oroszország        | Diana Csaplieva    | 16        | 230,30    |            |            |            |            |         |        |
| 17 | Németország        | Jessica Roch       | 17        | 228,20    |            |            |            |            |         |        |
| 18 | Japán              | Szaszaki Nana      | 18        | 227,50    |            |            |            |            |         |        |
| 19 | Kanada             | Emma Friesen       | 19        | 226,50    |            |            |            |            |         |        |
| 20 | Kanada             | Hailey Casper      | 20        | 216,15    |            |            |            |            |         |        |
| 21 | Puerto Rico        | Luisa Jiménez      | 21        | 211,85    |            |            |            |            |         |        |
| 22 | Brazília           | Luana Lira         | 22        | 210,20    |            |            |            |            |         |        |
| 23 | Dél-Korea          | Kim Nami           | 23        | 206,40    |            |            |            |            |         |        |
| 24 | Franciaország      | Fanny Bouvet       | 24        | 200,95    |            |            |            |            |         |        |
| 25 | Mexikó             | Melissa Martinez   | 25        | 197,60    |            |            |            |            |         |        |
| 26 | Németország        | Friederike Freyer  | 26        | 163,20    |            |            |            |            |         |        |

#### 3 méteres szinkronugrás
| #  | Ország             | Név                                   | Pontok |
| -- | ------------------ | ------------------------------------- | ------ |
|    | Kanada             | Pamela Ware / Jennifer Abel           | 322,71 |
|    | Kína               | Vu Csun-ting / Cseng Csü-lin          | 305,70 |
|    | USA                | Maren Taylor / Deidre Freeman         | 286,80 |
| 4  | Dél-Korea          | Kim Szudzsi / Kim Nami                | 270,09 |
| 5  | Hollandia          | Uschi Freitag / Celine van Duijn      | 269,19 |
| 6  | Brazília           | Juliana Veloso / Tammy Takagi         | 267,42 |
| 7  | Egyesült Királyság | Katherine Torrance / Lydia Rosenthall | 254,46 |
| 8  | Japán              | Mabucsi Juka / Szaszaki Nana          | 250,17 |
| 9  | Németország        | Jessica Roch / Friederike Freyer      | 234,30 |
| 10 | Mexikó             | Melissa Martinez / Paola Pineda       | 220,68 |

#### 10 méteres toronyugrás
| #  | Ország        | Név               | Selejtező | Selejtező | Középdöntő | Középdöntő | Középdöntő | Középdöntő | Döntő   | Döntő  |
| #  | Ország        | Név               | Selejtező | Selejtező | A          | A          | B          | B          | Döntő   | Döntő  |
| #  | Ország        | Név               | Rangsor   | Pontok    | Rangsor    | Pontok     | Rangsor    | Pontok     | Rangsor | Pontok |
| -- | ------------- | ----------------- | --------- | --------- | ---------- | ---------- | ---------- | ---------- | ------- | ------ |
|    | Kína          | Zsen Csien        | 1         | 408,55    |            |            | 1          | 382,10     | 1       | 405,15 |
|    | Kanada        | Roseline Filion   | 3         | 337,60    |            |            | 2          | 343,55     | 2       | 373,65 |
|    | Kanada        | Meaghan Benfeito  | 5         | 297,65    |            |            | 3          | 338,95     | 3       | 365,25 |
| 4  | Franciaország | Laura Marino      | 4         | 298,35    | 1          | 293,45     |            |            | 4       | 295,35 |
| 5  | Brazília      | Giovana Almeida   | 8         | 251,85    | 2          | 288,00     |            |            | 5       | 294,60 |
| 6  | Dél-Korea     | Csho Unbi         | 12        | 236,40    | 3          | 251,60     |            |            | 6       | 272,50 |
|    |               |                   |           |           |            |            |            |            |         |        |
| 7  | USA           | Mackenzie Tweardy | 11        | 244,10    |            |            | 4          | 328,35     |         |        |
| 8  | USA           | Samatha Bromberg  | 9         | 247,80    |            |            | 5          | 268,55     |         |        |
| 9  | Brazília      | Ingrid Oliveira   | 7         | 254,85    |            |            | 6          | 268,00     |         |        |
| 10 | Oroszország   | Julija Koltunova  | 10        | 246,00    | 4          | 247,85     |            |            |         |        |
| 11 | Japán         | Enomoto Haruka    | 6         | 268,45    | 5          | 244,90     |            |            |         |        |
| 12 | Kína          | Liu Hszin         | 2         | 355,25    | 6          | 217,90     |            |            |         |        |
|    |               |                   |           |           |            |            |            |            |         |        |
| 13 | Kanada        | Carol-Ann Ware    | 13        | 286,00    |            |            |            |            |         |        |
| 14 | Kanada        | Caeli McKay       | 14        | 241,60    |            |            |            |            |         |        |
| 15 | Mexikó        | Daniela Diaz      | 15        | 224,60    |            |            |            |            |         |        |
| 16 | Németország   | My Phan           | 16        | 205,95    |            |            |            |            |         |        |

#### 10 méteres szinkronugrás
| # | Ország   | Név                                | Pontok |
| - | -------- | ---------------------------------- | ------ |
|   | Kína     | Zsen Csien / Csi Si-jü             | 332,52 |
|   | Kanada   | Meaghan Benfeito / Roseline Filion | 323,67 |
|   | Brazília | Giovana Almeida / Ingrid Oliveira  | 275,64 |
| 4 | Kanada   | Carol-Ann Ware / Éloïse Bélanger   | 264,24 |